# پیت هیز
پیتِ هیز (انگلیسی: Peeping Pete) یک فیلم کوتاه کمدی به کارگردانی مک سنت است که در سال ۱۹۱۳ منتشر شد.

## گزیدهٔ بازیگران
- مک سنت در نقش پیت
- راسکو آرباکل در نقش همسر پیت
- فیلیس آلن در نقش زنِ همسایه
- فورد استرلینگ در نقش همسایه
- نیک کاگلی در نقش کلانتر
- چارلز آوری در نقش نوشیار
- پگی پیرس
- دات فارلی